# Kasaze
Predstavitev

Kasaze so naselje na desnem bregu reke Savinje v občini Žalec. Naselje leži v Savinjski regiji, ki je del Štajerske pokrajine. Zraven naselja leži zaselek Brnica, kjer je tudi Planinska koča (457 m) z lepo razgledno točko na Celjsko kotlino. Skupaj z naseljem Liboje deluje tudi prostovoljno gasilsko društvo PGD Kasaze-Liboje.

Zgodovina

Gospodarstvo

V Kasazah in njeni ožji okolici so ali še delujejo dokaj znana podjetja.

V Sadjarstvu Mirosan že več kot 50 let pridelujejo kakovostna jabolka, kjer njihovo svežino ohranjajo z naravnim procesom zorenja. Vzgajajo tudi sadne sadike pestrega sortnega izbora. S strokovnim znanjem, dolgoletnimi izkušnjami ter ljubeznijo do dela, hektar za hektarjem pridelujejo jabolka polnega in sočnega okusa ter visoko kakovostne sadike.

Keramična industrija Liboje

Čistilna naprava Kasaze

Centralna čistilna naprava Kasaze (CČN Kasaze) se nahaja na levem bregu reke Savinje v Kasazah. Mehansko-biološka čistilna naprava je namenjena čiščenju odpadnih voda Spodnje Savinjske doline. V njej se čistijo odpadne vode iz občin Braslovče, Polzela, Prebold in Žalec ter greznične gošče in blato iz malih komunalnih čistilnih naprav iz občin Braslovče, Polzela, Prebold, Tabor, Vransko in Žalec. Očiščene odpadne vode se odvajajo v reko Savinjo.

Šport